# Vassvingemott
Vassvingemott (Sclerocona acutella) är en fjärilsart som först beskrevs av Eduard Friedrich Eversmann 1842.  Vassvingemott ingår i släktet Sclerocona, och familjen mott. Arten förekommer tillfälligt i Sverige, men reproducerar sig inte.